# Julian Huxley
Sir Julian Sorell Huxley, (Londres, 22 de juny de 1887 – 14 de febrer de 1975) va ser un biòleg, escriptor, humanista, professor universitari i internacionalista britànic, conegut per les seves contribucions a la popularització de la ciència a través de llibres i conferències. Va ser el primer director de la UNESCO.

## Biografia
Huxley formava part d'una família distingida. El seu germà era l'escriptor Aldous Huxley, i era germanastre d'un altre biòleg, el premi Nobel Andrew Huxley. El seu pare va ser l'escriptor i editor Leonard Huxley i el seu avi patern va ser el biòleg T. H. Huxley, famós per ser col·lega i donar suport a Charles Darwin. El seu avi matern va ser l'acadèmic Tom Arnold.
Entrà a estudiar zoologia a la Universitat d'Oxford, on va graduar-se com a primer de la seva promoció. Posteriorment, va començar a treballar com a professor al mateix centre, fins que va traslladar-se el 1912 a la Universitat de Rice, lloc que va abandonar el 1916 per l'esclat de la I Guerra mundial. El 1925, va tornar a exercir com a professor de zoologia al King's College de la Universitat de Londres, però el 1927 deixà l'ensenyament definitivament.
L'11 de setembre de 1961, a Morges, Suïssa, fundà juntament amb sir Peter Markham Scott (1909-1989), Guy Mountfort (1905-2003) i Max Nicholson (1904-2003) el Fons Mundial per la Natura (World Wildlife Fund for Animals - WWF). El 1958, va ser distingit per la Societat Linneana de Londres amb la Medalla Darwin-Wallace.

Arbre familiar de Julian Huxley

## Obres
- Essays of a Biologist (1923)
- Animal Biology (amb J. B. S. Haldane, 1927)
- Religion Without Revelation (1927, revisat 1957)
- The Tissue-Culture King (1927)
- The Science of Life (amb H.G. Wells & G.P. Wells - 1931)
- Scientific Research and Social Needs (1934)
- Thomas Huxley's Diary of the Voyage of H.M.S. Rattlesnake (1935)
- We Europeans (amb A. C. Haddon, 1936)
- The Living Thoughts of Darwin (1939)
- The New Systematics (1940)
- Evolution: the Modern Synthesis (1942)
- Evolutionary Ethics (1943)
- Touchstone for Ethics (1947)
- Man in the Modern World (1947) eBook
- Heredity, East and West (1949)
- Biological Aspects of Cancer (1957)
- Towards a New Humanism (1957)
- New Bottles for New Wine (1958)
- The Humanist Frame (1962) elaborat a Essays of a Humanist (1964)
- From an Antique Land (1966)
- The Courtship Habits of the Great Grebe (1968)
- Memories (2 vol., 1970 i 1974)